# Roseburia amylophila
Roseburia amylophila es una especie de bacteria del género Roseburia. Fue descrita en el año 2022. Su etimología hace referencia a amante de almidón. Posiblemente sea grampositiva como otras bacterias de la misma familia. Produce propionato y acetato. Tiene un contenido de G+C de 40,7%. Se ha aislado de heces humanas. 